# Braunbinden-Wellenstriemenspanner

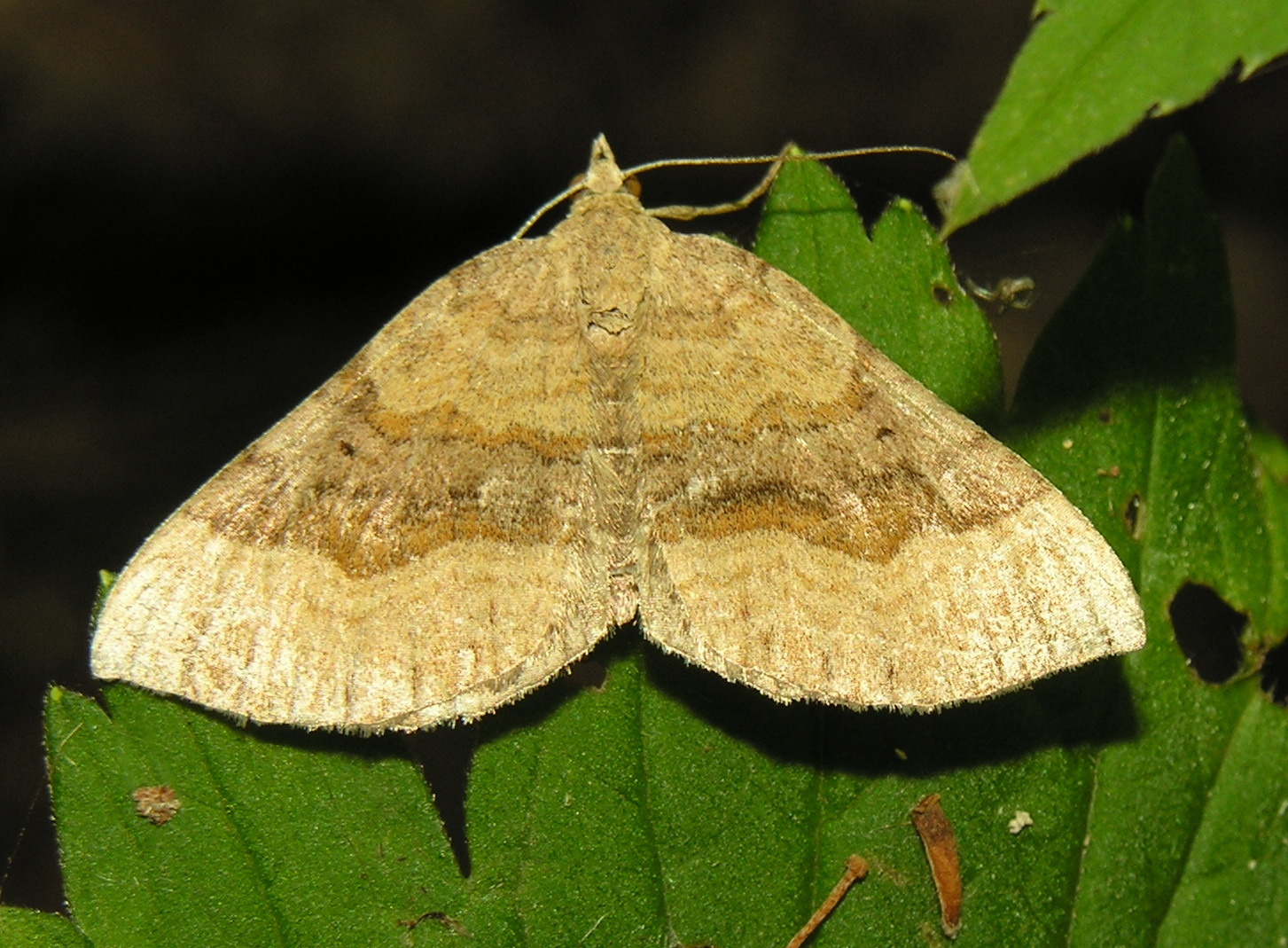
Braunbinden-Wellenstriemenspanner

Der Braunbinden-Wellenstriemenspanner (Scotopteryx chenopodiata) ist ein Schmetterling (Nachtfalter) aus der Familie der Spanner (Geometridae) und wird in deren Unterfamilie Larentiinae eingeordnet.

## Merkmale
Die Falter erreichen eine Flügelspannweite von 25 bis 30 Millimeter. Ihre Färbung ist stark variabel. Die Grundfarbe reicht von gelbbraun, über hellbraun, rotbraun und graubraun bis grau. Die Vorderflügel tragen mehrere, meist parallel verlaufende braune bis dunkelbraune, gezackte Querlinien, die unterschiedlich deutlich ausgeprägt sind. Auffällig ist ein breites dunkelbraunes Band, das in der Mitte des Vorderflügel verläuft und dessen Ränder ebenfalls gezackt sind. Die Männchen besitzen stark gekämmte Fühler, während die der Weibchen fadenförmig sind.
Das hellgraue, später dunkler werdende glänzende Ei ist rund und ist auf der Oberfläche mit einer Netzstruktur versehen.
Die Raupe ist gelblich grau bis schiefergrau. Die Rückenlinie ist dunkel und unterbrochen, die Seitenstreifen sind hell und durchgehend.
Die rotbraun-glänzende Puppe weist eine punktierte Oberfläche auf. Der Kremaster ist breit, mit zwei langen hakenförmigen Dornen und zwei feinen, an der Spitze aufgerollten seitlichen Borsten.

## Verbreitung
Der Braunbinden-Wellenstriemenspanner ist von der Iberischen Halbinsel durch ganz Europa bis in den fernen Osten Russlands (Insel Sachalin) anzutreffen. Im Norden reicht sein Verbreitungsgebiet bis in das nördliche Fennoskandien, im Süden von der Iberischen Halbinsel über Italien, die Balkanhalbinsel bis nach Zentralasien (Altaigebirge).

## Habitat
Die Art kann praktisch überall angetroffen werden. Besonders häufig ist sie jedoch auf etwas trockeneren und naturbelassenen Standorten. Sie kommt in fast allen Höhenstufen bis ins Gebirge in 2000 m Höhe vor.

## Lebensweise
Die Raupe überwintert, die Verpuppung erfolgt in der Erde.
Die Falter sind tag- und nachtaktiv. Tagsüber saugen sie gerne an Blüten, nachts kommen sie ans Licht. Bei der Nektarsuche wurden die Falter unter anderem an folgenden Pflanzen beobachtet:
- Skabiosen-Flockenblume (Centaurea scabiosa)
- Wiesen-Flockenblume (Centaurea jacea)
- Acker-Witwenblume (Knautia arvensis)
- Wald-Witwenblume (Knautia dipsacifolia)
- Tauben-Skabiose (Scabiosa columbaria)
- Acker-Kratzdistel (Cirsium arvense)
- Kohldistel (Cirsium oleraceum)
- Oregano (Origanum vulgare)
- Arznei-Thymian (Thymus pulegioides)
- Großer Wiesenknopf (Sanguisorba officinalis)
- Gewöhnlicher Wasserdost (Eupatorium cannabinum)
- Bergminze (Calamintha clinopodium)
- Riesen-Goldrute (Solidago gigantea)
- Vogel-Wicke (Vicia cracca)

### Flug- und Raupenzeiten
Die Tiere fliegen in einer Generation von etwa Juni bis August, in höheren Lagen von Juli bis August. Die Raupen können im August angetroffen werden. Sie überwintern und setzen ihre Entwicklung im Juni des darauffolgenden Jahres fort.

### Nahrung der Raupen
Die Raupen fressen an folgenden Futterpflanzen:
- Viersamige Wicke (Vicia tetrasperma)
- Zaunwicke (Vicia sepium)
- Wiesen-Platterbse (Lathyrus pratensis)
- Bärenschote (Astragalus glycyphyllos)
- Färber-Ginster (Genista tinctoria)
- Vogelwicke (Vicia cracca)